# Халич (верфь)
Хали́ч (тур. Haliç Tersaneleri) — верфь в Турции, в бухте Золотой Рог (Халич), в черте столичного города Стамбула. Является старейшей в мире, работает с 1455 года. В настоящее время верфь принадлежит транспортной компании Şehir Hatları A.Ş., которая специализируется на паромных перевозках в Стамбуле с 1851 года, обслуживает и ремонтирует свои суда на верфи.
Верфь Халич расположена на площади около 70 акров в квартале Касымпаша в районе Бейоглу в Стамбуле. Верфь занимает 475 метров набережной, включает три дока и два судостроительных стапеля, которые в настоящее время не используются.
Объем металлообработки верфи составляет 3000 т в год, что позволяет обслуживать суда различного водоизмещения в трёх доках: 118,75×22,20×13,50 м, 83,50×16,00×10,50 м и 153,40×19,20×9,56 м.
Кроме всего морского флота компании-владельца верфи, включающего 28 круизных судов, дополнительно выполняется техническое обслуживание и ремонт морских судов муниципалитета Стамбула (İBB), муниципального предприятия ISTAÇ, которое занимается отходами, муниципалитета Ускюдара, Турецкой железной дороги (TCDD), Главного управления береговой охраны, Министерства юстиции, других государственных учреждений, нефтегазовой компании BOTAŞ, а также частных судов.

## История
Османский флот был создан султаном Мехмедом II и позволил ему взять Константинополь в 1453 году. После захвата Константинополя Мехмед II создал морской арсенал Касымпаша для строительства кораблей. В 1455 году начала работать верфь Халич. Следующий султан Баязид II преобразовал морской арсенал, заложив основу морского господства Османской империи в Средиземном море. На воду был спущен флот, способный противостоять флоту Венецианской республики. Этому поспособствовали искусные корабелы — мориски (испанские мусульмане), бежавшие от испанской инквизиции из Андалусии и начавшие прибывать в Стамбул после падения Гранады 2 января 1492 году. Верфь являлась основным арсеналом османского флота, большинство военных судов османского флота создавалось и спускалось на воду именно в Касымпаше. В XVI веке арсенал являлся крупнейшим в Европе, лес везли из Южного Причерноморья. Арсенал XIX века в Касымпаше был устроен под руководством европейских инженеров.
В 2009 году на верфи Халич было построено 3 пассажирских судна длиной 42 метра.
- Верфь «Халич»